# Ian Watt
Ian Watt (Windermere, 9 mars 1917 - Menlo Park (comté de San Mateo), 13 décembre 1999) est un historien de la littérature et un professeur d'anglais de l'Université Stanford. Son ouvrage de 1957, Rise of the Novel: Studies in Defoe, Richardson and Fielding, est une œuvre importante dans l'histoire du genre.
Bien que publié en 1957, Rise of the Novel est encore considéré par beaucoup de spécialistes littéraires contemporains comme l'ouvrage fondateur en ce qui concerne les origines du roman, ainsi qu'une étude importante du réalisme littéraire. Le livre rattache l'émergence du roman moderne aux courants philosophiques, économiques et sociaux et aux conditions qui régnaient au début du XVIIIe siècle.

## Biographie
Ian Watt naît à Windermere, en Angleterre, où il est éduqué à la Dover County School for Boys (école de garçons du comté de Douvres) et au St John's College de Cambridge, où il se distingue en anglais.
À l'âge de 22 ans, il s'enrôle dans l'Armée britannique, et sert avec distinction comme lieutenant d'infanterie pendant la Seconde Guerre mondiale. Il est blessé au combat à Singapour en janvier 1942, et est alors considéré comme « disparu, sans doute tué au combat » (missing, presumed killed in action).
En réalité, il a été capturé par les Japonais, dont il reste prisonnier jusqu'en 1945, et travaille à la construction d'un chemin de fer qui traverse la Thaïlande. Cette aventure inspire plus tard à Pierre Boulle son livre, Le Pont de la rivière Kwaï, adapté au cinéma par David Lean.
Plus de 12 000 prisonniers meurent pendant la construction de la voie ferrée, la plupart de maladie, et Ian Watt est gravement malade de malnutrition pendant plusieurs années.